# Pamięć cyfrowa

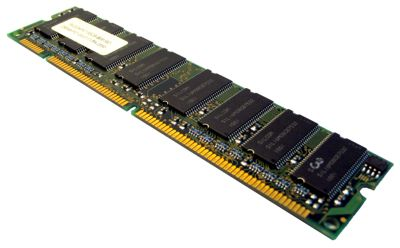
Pamięć RAM typu SDR SDRAM, moduł o pojemności 256MB

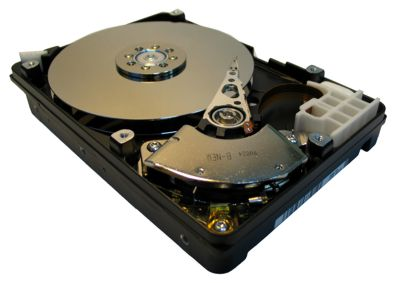
Dysk twardy po otwarciu obudowy

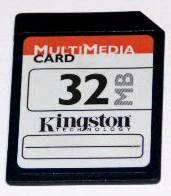
Karta pamięci typu SD o pojemności 32MB

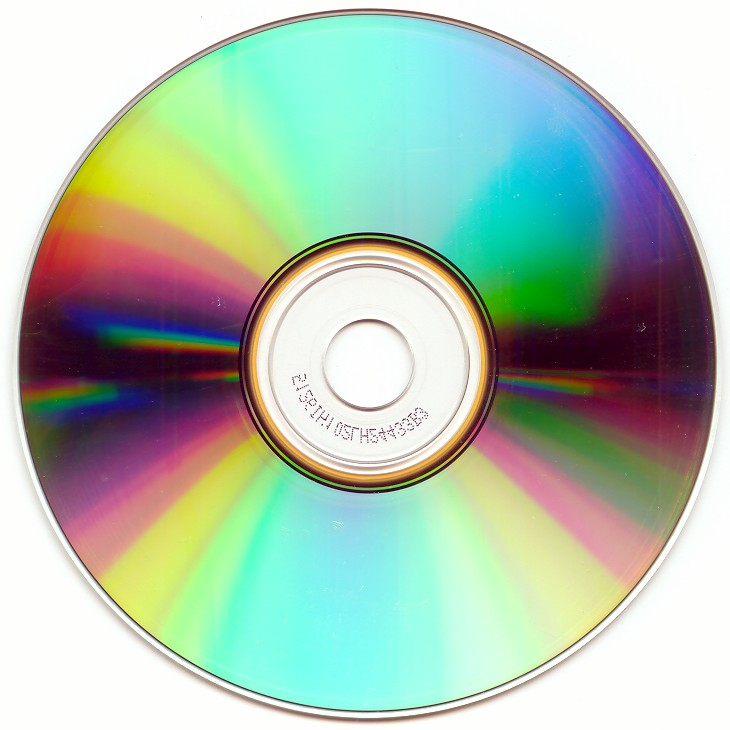
Płyta kompaktowa

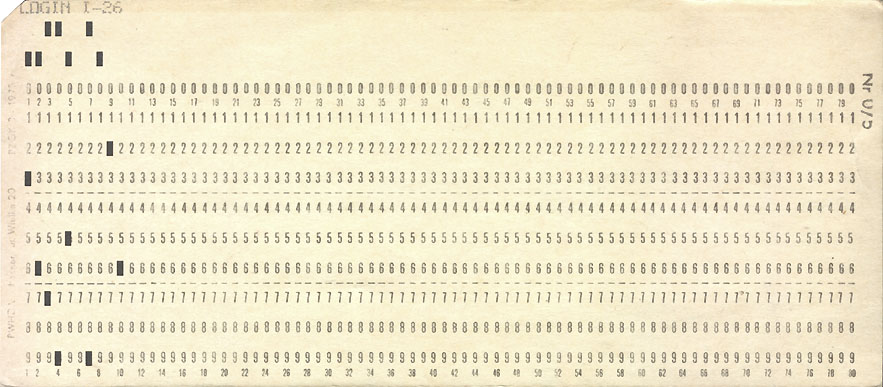
Karta dziurkowana używana do wprowadzania programów do komputerów starszej generacji

Pamięć cyfrowa – układ elektroniczny lub mechaniczny przeznaczony do przechowywania danych binarnych.

## Konstrukcja
Podstawą konstrukcyjną pamięci cyfrowej jest nośnik danych. Wykorzystany nośnik determinuje właściwości pamięci cyfrowej, jej przeznaczenie i obszary zastosowań. Współcześnie, pamięć cyfrową należy uznać za wyróżniającą się dyscyplinę naukową i techniczną w ramach techniki cyfrowej.

## Zastosowanie
Pamięć cyfrowa ma zastosowanie w dziedzinie szeroko pojętej informatyki – przede wszystkim w komputerach, sprzęcie komputerowym i smartfonach. Pamięć cyfrową, zastosowaną w komputerze, nazywamy pamięcią komputerową. Inne rodzaje pamięci cyfrowej znaleźć można w wielu znanych i popularnych urządzeniach cyfrowych i urządzeniach powszechnego użytku, np. w radioodbiornikach, telewizorach, zegarkach elektronicznych, cyfrowych aparatach fotograficznych, odtwarzaczach MP3. Podobnie jest w motoryzacji – pamięć cyfrowa stanowi niezbędny element każdego samochodu, z uwagi na wykorzystanie do jego budowy komputera i mikrokontrolerów.

## Rodzaje pamięci cyfrowej
W miarę rozwoju techniki cyfrowej, począwszy od lat 40. XX wieku, konstrukcje pamięci cyfrowej osiągały coraz lepsze parametry – rosła ich pojemność, niezawodność, prędkość zapisu i odczytu danych, przy jednocześnie malejącym koszcie i coraz mniejszych rozmiarach. Współcześnie obserwujemy kontynuację tej tendencji rozwojowej: nikogo nie dziwią już miniaturowe moduły pamięciowe różnych typów, mające pojemności rzędu setek, a nawet tysięcy GB, dużej prędkości zapisu/odczytu danych i przy względnie niskim koszcie jednostkowym.
Znanych jest wiele rodzajów pamięci cyfrowej, a każdy jej rodzaj charakteryzuje się określonymi parametrami eksploatacyjnymi i użytkowymi, takimi jak np. czas dostępu, przepływność danych, pojemność mierzona np. w gigabajtach (GB), koszt jednostkowy przypadający na jednostkę pojemności np. koszt 1 megabajta (1 MB).
Wyróżnić należy dwa rodzaje nośnika, na którym bazuje pamięć cyfrowa, a mianowicie:
1. pamięć półprzewodnikowa, czyli pamięć zbudowana w oparciu o nośnik półprzewodnikowy,
2. pamięć magnetyczna, czyli pamięć zbudowana w oparciu o nośnik magnetyczny.

W tabeli poniżej zamieszczono porównanie właściwości tych dwóch, podstawowych rodzajów pamięci cyfrowej.
| Rodzaj pamięci              | Cechy charakterystyczne |
| --------------------------- | --- |
| Pamięci półprzewodnikowe    | - Bardzo szybkie – czas dostępu rzędu nanosekund (ns) - Bardzo duży transfer danych – rzędu 1×GB/s (Gigabajtów na sekundę) - Wysoka cena za jednostkę pojemności - Możliwość bezpośredniego sprzężenia z mikroprocesorami - Zapis, odczyt, zachowywanie danych: - ulotna – utrata informacji po odłączeniu zasilania: RAM - trwała – tylko do odczytu: ROM - trwała – z możliwością zapisu: EEPROM, Pamięć flash |
| Pamięci magnetyczne dyskowe | - Wolne – długi czas dostępu, rzędu milisekund (ms) - Niższy transfer danych – rzędu 10×MB/s (megabajtów na sekundę) - Niewielka cena za jednostkę pojemności - Wymagają specjalnych interfejsów - Nieulotne – podtrzymują dane bez zasilania - Możliwość realizacji jako pamięci wymiennych – nośnik jest oddzielony od czytnika                                                                                |

## Przegląd typów pamięci cyfrowych
Poniżej zaprezentowano przegląd typów pamięci cyfrowych, zarówno wciąż używanych i rozwijanych konstrukcyjnie jak i już wycofanych z użytku:
- pamięć asocjacyjna
- bębnowa (wycofana z użytku)
- buforowa
- dynamiczna (DRAM)
- dyskowa
- ferrytowa (wycofana z użytku)
- magnetyczna
- masowa
- o dostępie bezpośrednim (DMA)
- o dostępie sekwencyjnym
- o dostępie swobodnym (RAM)
- pamięć o dostępie cyklicznym
- operacyjna
- podręczna (cache memory)
- półprzewodnikowa
- ROM
- rtęciowa (wycofana z użytku)
- sekwencyjna
- skojarzeniowa
- nieulotna
- taśmowa
- trwała
- wirtualna
- zewnętrzna